# Koninklijke Deense Kunstacademie
De Koninklijke Deense Kunstacademie (Deens: Det Kongelige Danske Kunstakademi) is een instelling voor hoger onderwijs in Kopenhagen.

## Achtergrond
In 1701 vroeg een aantal schilders aan het Deense hof toestemming aan koning Frederik IV van Denemarken om een kunstacademie te mogen oprichten. Hieruit kwam de Teken- en schilderacademie (Tegne- og Malerakademiet) voort. Deze was een voorganger van de Koninklijke Deense Academie voor Portretkunst die in 1754 werd geopend op de 31e verjaardag van koning Frederik V en sindsdien is gevestigd in het voormalige paleis Charlottenborg aan Kongens Nytorv. In 1771 werd de naam veranderd in Koninklijke Deense Academie voor Schilderen, Beeldhouwen en Architectuur en in 1814 in Koninklijke Deense Academie van Beeldende Kunsten. In 1968 werd de opleiding verzelfstandigd als De Koninklijke Deense Kunstacademie.
De school kent sinds 1974 drie zelfstandige instituten: voor beeldende kunsten, architectuur en kunstconservatie. Sinds 1996 is de school voor architectuur gevestigd in voormalige marinegebouwen in de wijk Holmen.

## Directeuren

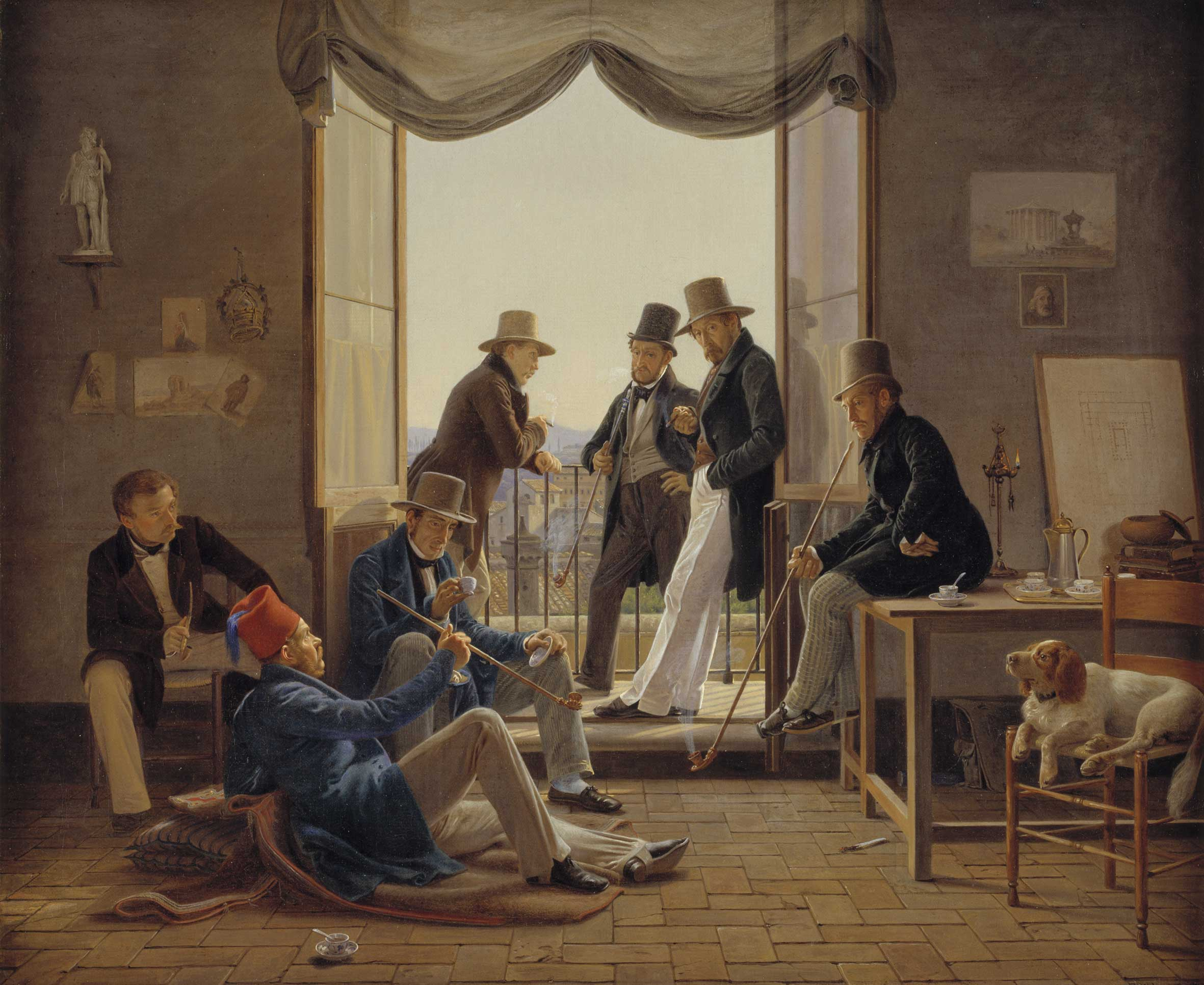
Een gezelschap van Deense kunstenaars in Rome, door C. Hansen (1837). Van links naar rechts: Constantin Hansen, Thorvald Bindesbøll, Martinus Rørbye, Wilhelm Marstrand, Albert Küchler, Ditlev Blunck en Jørgen Sonne.

| Periode   | Directeur                      | Periode    | Directeur                   |
| --------- | ------------------------------ | ---------- | --------------------------- |
| 1754-1771 | Jacques-François-Joseph Saly   | 1890-1892  | Otto Bache                  |
| 1771-1772 | Carl Gustaf Pilo               | 1893-1896  | Theobald Stein              |
| 1772-1777 | Johannes Wiedewelt             | 1896-1899  | Otto Bache                  |
| 1777-1779 | Caspar Frederik Harsdorff      | 1899-1902  | Ferdinand Meldahl           |
| 1780-1789 | Johannes Wiedewelt             | 1902-1905  | Vilhelm Bissen              |
| 1789-1791 | Nicolai Abraham Abildgaard     | 1905-1806  | Otto Bache                  |
| 1791-1792 | Andreas Weidenhaupt            | 1906-1908  | Vilhelm Bissen              |
| 1793-1795 | Johannes Wiedewelt             | 1908-1911  | Martin Nyrop                |
| 1796-1797 | Jens Juel                      | 1911-1914  | Viggo Johansen              |
| 1797-1799 | Peter Meyn                     | 1914-1917  | Carl Aarsleff               |
| 1799-1801 | Jens Juel                      | 1917-1920  | Hermann Baagøe Storck       |
| 1801-1809 | Nicolai Abraham Abildgaard     | 1920-1925  | Joakim Skovgaard            |
| 1809-1810 | Christian August Lorentzen     | 1925-1925  | Anton Rosen                 |
| 1811-1818 | Christian Frederik Hansen      | 1925-1928  | Einar Utzon-Frank           |
| 1818-1821 | Nicolai Dajon                  | 1928-1931  | Poul Holsøe                 |
| 1821-1827 | Christian Frederik Hansen      | 1931-1934  | Aksel Jørgensen             |
| 1827-1829 | Christoffer Wilhelm Eckersberg | 1934-1937  | Einar Utzon-Frank           |
| 1830-1833 | Christian Frederik Hansen      | 1937-1940  | Poul Holsøe                 |
| 1833-1844 | Bertel Thorvaldsen             | 1940-1943  | Sigurd Wandel               |
| 1844-1849 | Jørgen Hansen Koch             | 1943-1946  | Johannes Bjerg              |
| 1850-1853 | Herman Wilhelm Bissen          | 1946-1949  | Edvard Thomsen              |
| 1854-1857 | Wilhelm Marstrand              | 1949-1952  | Kræsten Iversen             |
| 1857-1863 | Jens Adolf Jerichau            | 1952-1965  | Palle Suenson               |
| 1863-1873 | Wilhelm Marstrand              | 1965-1974  | Tobias Faber                |
| 1873-1890 | Ferdinand Meldahl              | 1974-heden | Een directeur per instituut |

## Alumni

### Architecten
- Jákup Pauli Gregoriussen
- Arne Jacobsen
- Jørn Utzon

### Kunstenaars
- Georg Achen
- Wilhelm Bendz
- Ejler Bille
- Hans Andersen Brendekilde
- Carl Bloch
- Ditlev Blunck
- Christoffer Wilhelm Eckersberg
- Olafur Eliasson
- Lili Elbe
- Vilhelm Hammershøi
- Jeppe Hein
- Carl Holsøe
- Peter Ilsted
- Christen Købke
- Peder Severin Krøyer
- Albert Küchler
- Wilhelm Marstrand
- Vilhelm Petersen
- Laurits Andersen Ring
- Martinus Rørbye
- Harald Slott-Møller
- Bertel Thorvaldsen
- Adolph Tidemand
- Gerda Wegener
- J.F. Willumsen
- Kristian Zahrtmann

## Afbeeldingen

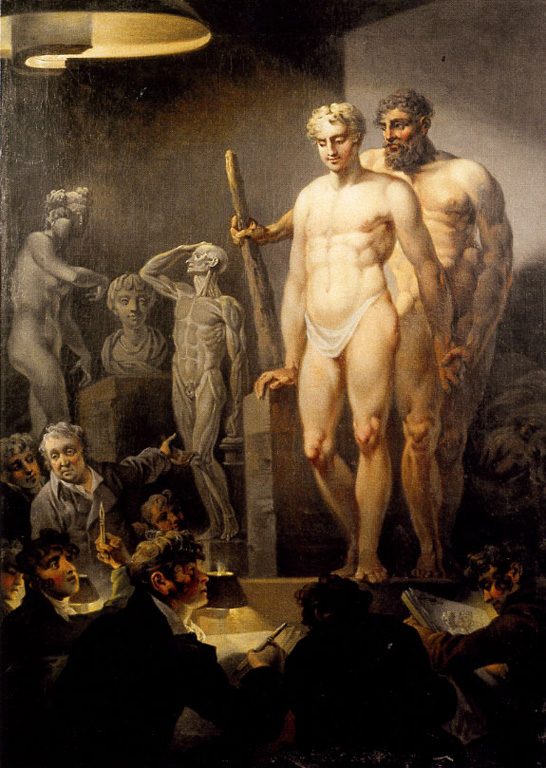
Modeltekenen (Lorentzen, ca. 1824)
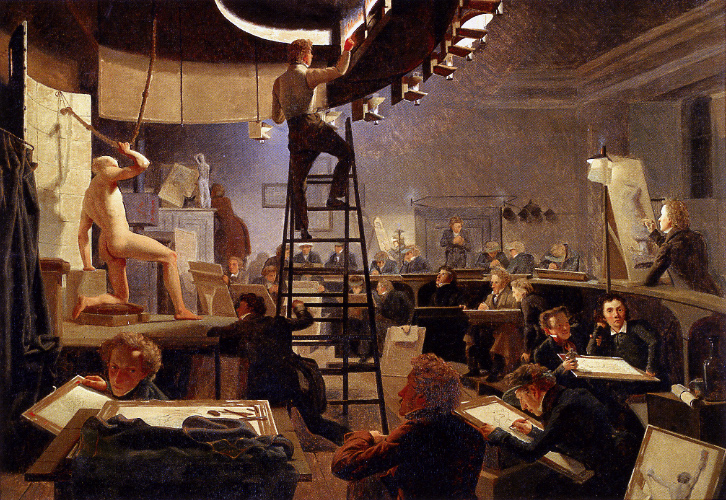
Modeltekenen (Bendz, 1826)
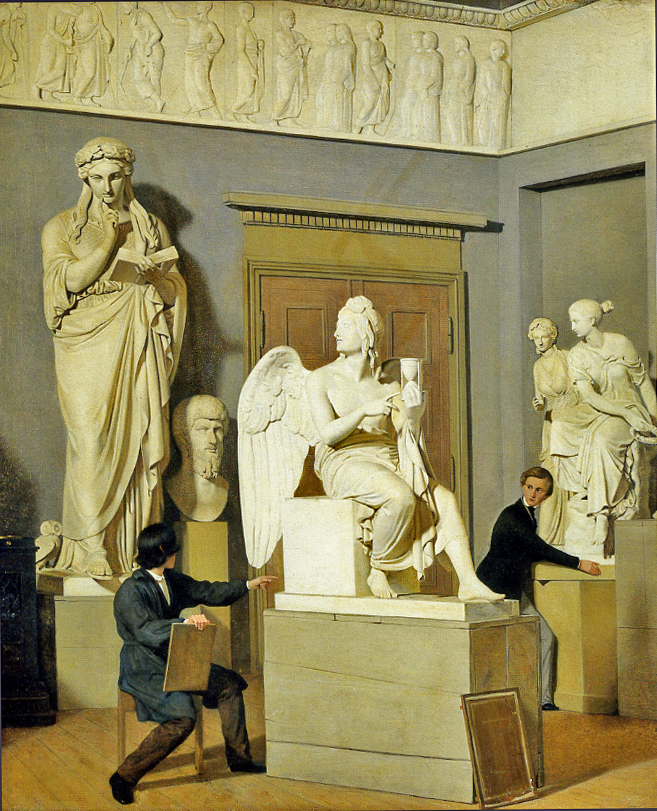
Beeldencollectie 1843 (Exner, 1843)